# ادو پورن
هوکوسائی مانگا (ژاپنی: 北斎漫画) که بیشتر با نام ادو پورن شناخته می‌شود، فیلمی به کارگردانی کانه‌تو شیندو است که در سال ۱۹۸۱ اکران شد.

## بازیگران
- نوبوکو اوتاوا
- کن اوگاتا
- توشی‌یوکی نیشیدا
- جو شیشیدو
- کاناکو هیگوچی
- یوکو تاناکا
- تایجی تونویاما